# 阿拉瓜市

阿拉瓜市（西班牙語：Municipio Aragua），是委內瑞拉的一個市，位於該國東北部安索阿特吉州，首府設於阿拉瓜德巴塞隆納，面積2,624平方公里，2007年人口32,558，人口密度為每平方公里12.40人。